# Jahangirpuri (Metrô de Deli)
O Jahangirpuri (em Hindú: जहांगीरपुरी) é uma estação de metro localizada na linha Amarela do metrô de Deli. 